# نادي ال 25
نادي الـ 25 هو جمعية نسوية إسبانية تصف نفسها كمنظمة متعددة الأجيال، وتضم نساء من مختلف المجالات المهنية. يتمحور عملها حول تحقيق المساواة بين الجنسين ، تسليط الضوء على دور المرأة، مكافحة العنف ضد النساء، معالجة الفجوة في الأجور، والتصدي لحالات التحرش الجنسي. 

## تاريخ التأسيس
تأسس نادي الـ 25 في مدريد عام 1997، وكانت الصحفية كارميل مارشانته هي المؤسسة والرئيسة الأولى للنادي. تعتبر الآن الرئيسة الشرفية للنادى. بدأ نادي الـ 25 كمجموعة من النساء، معظمهن من الصحفيات البرلمانيات، اللاتي اعتدن الاجتماع لتناول وجبات العشاء أو الغداء مع شخصيات بارزة. خلال تلك اللقاءات، جرت مناقشات حول مواضيع الساعة والقضايا المتعلقة بحقوق المرأة. وقد أصبح هذا النادي بمثابة مكان لتجمع النساءالنسويات الملتزمات بقضايا المساواة وتمكين المرأة.

## اهدافهم
تتمثل أهداف نادي الـ 25 في النضال من أجل تحقيق المساواة الحقيقية، وسد فجوة الأجور، وتعزيز دور المرأة في المجتمع، إلى جانب نشر ثقافة المساواة بين الجنسين في التعليم، ومحاربة العنف ضد المرأة والتحرش الجنسي. كما يعلن النادي موقفه الرافض للدعارة والمناهض لما يعرف بتأجير الأرحام والدفاع عن دعم حضور النساء في جميع مجالات الحياة العامة، بما في ذلك السياسة، والأعمال، والعلوم، والثقافة، والفن. ونشر ثقافة النسوية التي تعزز المساواة، والأخوة بين النساء، والإنصاف، وتشجيع المشاركة الفعالة للنساء في المجال العام.

## آلية العمل
يتكون نادي الـ 25 من عضوات، ولتشغيله تضم الجمعية مجلس إدارة يتألف من رئيسة ونائبة رئيسة والأمينة العامة وأمينة الصندوق وستة أعضاء.

## الأنشطة
من أبرز أنشطة نادي الـ 25 لقاءاته المنتظمة، حيث تعقد اجتماعات شهرية تتضمن وجبات غداء لمناقشة مواضيع الساعة مع نساء بارزات، أو عرض كتاب أو فيلم جديد. يدعو النادي في هذه اللقاءات سياسيات، نقابيات، مفكرات، محترفات في مجالات متنوعة، صحفيات وكاتبات، بهدف التفكير، المناقشة والتأمل في حقوق المرأة، المساواة، واقتراح سياسات النوع الاجتماعى. يجب ذكر الدعم الذي قدم في عام للحملات التي أطلقتها منظمات المجتمع المدني، والتي دعت الحكومة الإسبانية والمجتمع الدولي إلى إعادة توطين النساء اللاتي كن يهربن نتيجة سيطرة طالبان على البلاد، من بين أبرز الأنشطة البارزة في الدفاع عن حقوق النساء في أفغانستان. مع عودة طالبان إلى السلطة في أفغانستان في أغسطس 2021، واجهت النساء الأفغانيات قيودًا صارمة أدت إلى تدهور حقوقهن بشكل كبير. شملت هذه القيود حظر التعليم والعمل، وإلزامهن بتغطية كاملة عند الخروج، ومنع استخدام وسائل منع الحمل، والقيود على التنقل والسفر. إستجابة لهذه الأزمة، تم إطلاق مشاريع تهدف إلى إنقاذ ودعم الصحفيات والناشطات المهددات بالقتل. ولضمان دعم مستدام لهؤلاء النساء وعائلاتهن، خاصة في حالات الضعف الشديد، تم إنشاء أنظمة كفالة. 

## الجوائز
يقدم نادي الـ25 سنويًا جوائز تحمل اسمه، عبارة عن مراوح مصممة خصيصًا لكل جائزة، للأشخاص الذين تميزوا في الدفاع عن قيم المساواة، والنساء اللواتي يُعتبرن نماذج في الثقافة والفكر، واللواتي يعززن ظهور المرأة، مما يبرز مسيرتهن المهنية. تم تسليم هذه الجوائز في فندق بالاس بمدريد أو في معهد ثيربانتس في مدريد. بعض من النساء الفائزات بجوائز النادى السنوية: بيبا بوينو، إيما بونينو، ماريا دولوريس براديرا، إيزابيل كويكسيت، كونتشا فيلاسكو، إستريلا مورينتي، تيريل بافيز، ألمودينا غرانديز، مارغريتا سالاس، بيانكا جاغر، أسنسيون ميندييتا. 